# Gerard Aafjes
Gerard Aafjes (Mijdrecht, 27 januari 1985) is een Nederlands voormalig voetballer die als verdediger speelt. Hij kwam onder andere uit voor FC Volendam, MVV Maastricht en PEC Zwolle.

## Loopbaan
Aafjes speelde onder andere bij SV Argon, in de B2 van Ajax en Jong Ajax. In het seizoen 2006 - 2007 kwam hij voor FC Volendam uit. Hij speelt als rechtermiddenvelder. Hij maakte zijn debuut in het profvoetbal op 17 september 2004 in de competitiewedstrijd Sparta Rotterdam - FC Volendam (1-2), toen hij na 82 minuten inviel voor Kees Kwakman.

### Falkirk FC
Na drie jaar in Volendam te hebben gevoetbald werd zijn contract niet verlengd en ging hij verder bij het Schotse Falkirk FC. In twee seizoenen speelde hij 43 wedstrijden en maakte hij 1 doelpunt tegen Inverness CT.

### MVV Maastricht
Nadat hij zijn contract om privéredenen niet wilde verlengen stapte hij in de zomer van 2009 over naar MVV Maastricht. Na twee seizoenen werd zijn contract niet verlengd.

### PEC Zwolle
In de zomer van 2011 stapte hij over naar PEC Zwolle. In 2013 werd het contract in onderling overleg ontbonden. In de twee seizoenen was hij vooral invaller. Hij speelde 25 wedstrijden voor de Zwolse club.

### Vejle BK
Na onder meer een stage bij het Poolse Górnik Zabrze tekende hij begin oktober 2013 bij de Deense tweedeklasser Vejle BK. Zijn contract liep van oktober tot de 1 januari 2014.

### Amateurs
In 2014 keerde hij terug naar Nederland en tekende een contract bij derde divisionist K.v.v. Quick Boys. Op 24 januari 2017 werd bekend dat Aafjes aan het eind van het seizoen terugkeert bij SV Argon. Medio 2018 stopte hij met voetballen.

## Statistieken
| Seizoen | Club           | Land       | Competitie              | Wed. | Goals |
| ------- | -------------- | ---------- | ----------------------- | ---- | ----- |
| 2004/05 | FC Volendam    | Nederland  | Eerste divisie          | 22   | 1     |
| 2005/06 | FC Volendam    | Nederland  | Eerste divisie          | 13   | 0     |
| 2006/07 | FC Volendam    | Nederland  | Eerste divisie          | 18   | 1     |
| 2007/08 | Falkirk FC     | Schotland  | Scottish Premier League | 26   | 1     |
| 2008/09 | Falkirk FC     | Schotland  | Scottish Premier League | 17   | 0     |
| 2009/10 | MVV Maastricht | Nederland  | Eerste divisie          | 32   | 2     |
| 2010/11 | MVV Maastricht | Nederland  | Eerste divisie          | 26   | 1     |
| 2011/12 | FC Zwolle      | Nederland  | Eerste divisie          | 16   | 0     |
| 2012/13 | PEC Zwolle     | Nederland  | Eredivisie              | 9    | 0     |
| 2013/14 | Vejle BK       | Denemarken | 1. division             | 7    | 0     |
| Totaal  | Totaal         | Totaal     | Totaal                  | 186  | 6     |

## Erelijst
| Nationaal               |    |         |
| Kampioen Eerste Divisie | 1x | 2011/12 |